# صفي الصفوي
أبُو المُظَفَّر الشَاهُ صَفِيّ بنُ فَيْضِي مِيْرزَا الصَّفَويّ بَهادُر خَان (بالفارسية: ابوالمظفر شاه صفی بن فیضی میرزا الصفوی بهادرخان) وسابقًا الشَاهْزادَه أبُو النَّصِيْر سَام مِيْرزَا (بالفارسية: شاهزاده ابوالنصیر سام میرزا) (ق. 1020 هـ - 12 صفر 1052 هـ المُوافق فيه 1611م - 12 مايو (أيار) 1642م) المشهور اختصارًا بِـ«صفي الأول» أو «شاه صفي» أو «صفي الصفوي» هو الشاه السادس للدولة الصفوية مترامية الأطراف التي دام سُلطانها لما يزيد على قرنين من الزمن. حكم بلاد آبائه مِن سنة 1038 هـ المُوافقة لِسنة 1629م إلى سنة 1052 هـ المُوافقة لِسنة 1642م، وكان قد اعتلى عرش الدولة خلفًا لجده الشاهنشاه عباس الأكبر.
هُزم أمام العثمانيين الذين أخذوا العراق وعقدت معاهدة بين الطرفين عام 1049 هـ.
كانت للشاه صفي الأول علاقات جيدة مع الحكام اللُر غرب مملكته، لاسيما مع محمد شاه ويردي خان الأول، حاكم لورستان.

## حواشٍ
1. ↑  اسمه بعد الجلوس على العرش الصفوي.
2. ↑  اسمه قبل اعتلاء العرش.